# Барбарелла
«Барбарелла» (фр. Barbarella) — научно-фантастический фильм 1968 года, снятый совместными усилиями французских и итальянских кинематографистов.

## Сюжет
Пребывающий в невесомости космонавт начинает снимать с себя детали скафандра, превращаясь в изящную обнажённую девушку (Джейн Фонда). Долетев до рычага, она включает искусственную гравитацию и мягко падает на ковёр. Тем временем, на мониторе появляется Президент Солнечной Системы и сообщает девушке (её зовут Барбарелла), что в системе Таусет исчез учёный Дюран Дюран, который занимался разработкой опасного оружия (позитронического луча). Если разработка попадёт в руки безответственным существам, то Вселенной грозит война. Люди будущего смутно представляют, что это такое, поэтому Президент телепортирует Барбарелле оружие из музея Противоречий. При подлёте к пункту назначения корабль Барбареллы попадает в магнитную бурю, но ей удаётся приземлиться на планету.
Выйдя на поверхность ледяной планеты, она встречает двух девочек-близнецов и пытается установить с ними коммуникацию посредством механического переводчика. Однако Барбарелла неожиданно подвергается атаке и попадает в плен к местным жителям. При транспортировке она видит обломки корабля с надписью Alpha 1, на котором летал Дюран Дюран. Барбарелла полагает, что её плен — это всего лишь игра детей. Однако те натравливают на привязанную девушку зубастых кукол, которые причиняют увечья. Барбареллу неожиданно спасает некий Ловец, который должен присматривать за детьми. Девушка спрашивает, как она могла бы отблагодарить своего избавителя, на что тот просто предлагает заняться любовью в кабине аэросаней.
Простившись, Барбарелла на своём космическом корабле пытается добраться до города Сого (Sogo), где должен быть Дюран Дюран. Однако она вновь совершает жёсткую посадку, где её обнаруживает ангелоподобный, но слепой Пайгер (Pygar). Тот приводит её в Лабиринт, где обитают отверженные. От профессора Пинка Барбарелла узнаёт, что планетой правит Великий Тиран. При нападении Чёрных Стражей Пайгер спасает Барбареллу, которого она благодарит в свойственной ей манере. К Пайгеру возвращается способность летать. Они летят в Сого, но местные жители настороженно относятся к необычной парочке. Убегая, они попадают в Комнату Окончательного Решения, где существа сами могут выбрать свою смерть. Это каким-то образом связано с Матмосом (Matmos) — озером живой энергии, обитающей под городом.
Внезапно появляется Привратник. Он готов сопроводить Барбареллу к Великому Тирану, который оказывается Чёрной Королевой. Барбареллу приговаривают к смерти через заклёвывание попугаями, однако её спасает революционер Дилдано. Она снова готова отблагодарить спасителя, но тот предлагает ей земные таблетки удовольствия, которые сюда мог привезти только Дюран Дюран. Пытаясь выполнить задание революционера, Барбарелла оказывается в опиекурильне, где её вновь находит Привратник. Он безуспешно пытается убить её с помощью машины удовольствия, но Барбарелла узнаёт, что Привратник и есть Дюран Дюран, который не прочь и сам стать Великим Тираном. Барбарелла оказывается запертой в Комнате Сновидений с Чёрной Королевой, и та пробуждает Матмоса, чтобы уничтожить Сого и Дюран Дюрана. Двум женщинам удаётся спастись с помощью Пайгера.

## В ролях
- Джейн Фонда — Барбарелла
- Джон Филлип Лоу — ангел Пайгор
- Анита Палленберг (голос Джоан Гринвуд) — Чёрная Королева, Великий Тиран Сого
- Майло О’Ши — доктор Дюран Дюран
- Дэвид Хеммингс — Дилдано
- Уго Тоньяцци — Марк Хэнд
- Марсель Марсо — профессор Пинг
- Клод Дофен — президент Земли Диантус
- Вероника Венделл — капитан Мун

## Историческое значение и признание
Картина снята по французским комиксам Жана-Клода Фореста о приключениях красавицы Барбареллы в 4000 году.
Фильм был создан Роже Вадимом в пику захлестнувшим Европу фантастическим фильмам Голливуда. Сам режиссёр вспоминал: «Тогда ещё не началась мода на „Звёздные войны“, „Супермена“ и „В поисках потерянного ковчега“. Мне же давно хотелось снять фильм на базе научно-популярного сюжета или комикса». Побоявшись откровенно сексуального содержания фильма, в нём последовательно отказались сниматься Софи Лорен, Брижит Бардо и даже первоначально Джейн Фонда. Режиссёр буквально заставил Фонду (с которой у него был роман) взяться за эту роль, заявив: «Комиксы — это будущее европейской культуры!». Режиссёр намеренно отказался от всех натурных съёмок, поместив героев в нелепые павильонные декорации и обрядив их в шокирующие эротические костюмы. Костюм Джейн Фонды из финального эпизода, придуманный Жаком Фонтереем (фр. Jacques Fonteray) на основе идей Пако Рабана, был признан самым сексуальным в кино 1960-х годов и не сходил с обложек глянцевых журналов. Благодаря этому киноэксперименту фильм попал в разряд классики кино XX века и приобрёл культовый статус. Многие режиссёры фантастического жанра и фильмов ужасов были вдохновлены художественными образами картины и использовали их в своих работах. По словам историка моды Шарлотты Зелинг, в этом фильме Джейн Фонда выглядела «воплощением девушки космической эпохи: сексуальной, шикарной, в чёрном костюме из лакированной кожи, в сапогах и с пистолетом». Однако она сумела выйти из рамок этого «приклеившегося» к ней образа, заняв в США после расставания с Роже Вадимом активную общественную позицию: «Именно это и помогло ей стать подлинным идолом 60-х годов».
Роже Вадим писал позднее, что во Франции картина прошла почти незамеченной: «Лишь после её проката за границей мы смогли оценить размер успеха. Фильм стал там событием. „Барбарелла“ на много лет упредила своё время и вошла в то число картин, которые не пропадают с экрана через несколько месяцев проката».
Полин Кейл, кинокритик из еженедельника The New Yorker, так отозвалась о игре Джейн Фонды: «Невинность хорошей девочки из благополучной американской семьи — самое подходящее качество для героини порнографической комедии… Она с весёлым кокетством признаёт греховность своих поступков, и это осознание невинной девочкой собственной испорченности и превращения в порочную женщину позволяет ей не скатиться до уровня заурядной голой актрисы».
По мнению Сорена Маккартни, автора книги «60 культовых фильмов мирового кинематографа»: «Джейн Фонда произносит все свои реплики с широко открытыми от искреннего удивления глазами, словно распутная версия Дороти Гейл в эротической стране Оз. Как сексуальный объект Джейн Фонда достигла в „Барбарелле“ абсолютной вершины своего актёрского мастерства».
В качестве декораций в фильме использовалась лавовая лампа: зрелище медленного перемещения масляных пузырей в жидкости применялось для создания эффекта путешествия со сверхсветовыми скоростями и для изображения Матмоса (бурлящее лавовое озеро под городом Сого). Когда создатель лампы, Крэйвен Уолкер, посмотрел «Барбареллу», он предложил переименовать свою компанию «Крестворт» в «Матмос», и английская фабрика по созданию лавовых ламп сохранила это название до сих пор.
Британская поп-группа Duran Duran получила название по имени главного отрицательного персонажа фильма в исполнении Майло О’Ши, которого зовут доктор Дюран Дюран (фр. Dr. Durand Durand).
Неоднократно объявлялось о съёмках сиквелов или новых версий ленты. В 2000 году предполагался римейк с Дрю Бэрримор в главной роли, в 2007 году главную роль должна была исполнить Роуз Макгоуэн, а режиссёром выступить Роберт Родригес, в 2013 году обсуждался проект сериала «Барбарелла» в постановке Николаса Виндинга Рефна, в 2022 году главную роль собиралась исполнить Сидни Суини — ни один из подобных проектов пока не был реализован. В мае 2024 года что режиссёром будет Эдгар Райт, (снявший Малыш на драйве)Джейн Голдман и Хан Росс приглашённый качестве сценаристов.